# Rhinochernes ashmolei
Rhinochernes ashmolei är en spindeldjursart som beskrevs av William B. Muchmore 1982. Rhinochernes ashmolei ingår i släktet Rhinochernes och familjen blindklokrypare. Inga underarter finns listade i Catalogue of Life.